# 石本暁曠

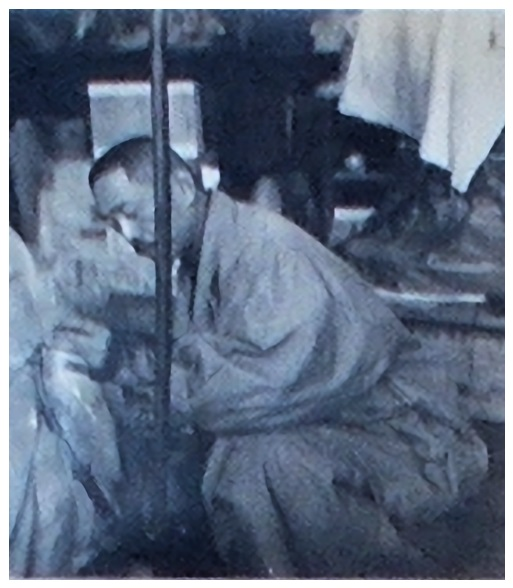
昭和7年、作品納品時の石本暁曠

石本 暁曠（いしもと ぎょうこう、1888年 - 1935年8月23日）は、日本の彫刻家。別号は暁海。本名は石本 恒介。

## 略歴
島根県能義郡広瀬町（現・安来市）出身。1905年、京都市立美術工芸学校卒。米原雲海に師事。第6回文展に出展し入選。1931年、帝展無鑑査。1933年、京都市立美術工芸学校の教員となる。1935年、死去。享年48。

## 作品
- 中江藤樹像（1924年（大正13）7月）
- 六臂如意輪観音像(昭和8年5月、書寫山圓教寺摩尼殿本尊。檜一木)
- 宮部圓成像（昭和9年（1934）の第15回帝展出展）[2]
- 雨あがり（制作年不明）